# Mal Turčin
Mal Turčin (makedonska: Мал Турчин) är ett berg i Nordmakedonien.   Det ligger i kommunen Bogovinje, i den västra delen av landet, 50 kilometer väster om huvudstaden Skopje. Toppen på Mal Turčin är 2 702 meter över havet.